# Culicoides nigroannulatus
Culicoides nigroannulatus är en tvåvingeart som beskrevs av Maurice Emile Marie Goetghebuer 1932. Culicoides nigroannulatus ingår i släktet Culicoides och familjen svidknott. Inga underarter finns listade i Catalogue of Life.